# Euxoa lacroixi
Euxoa lacroixi là một loài bướm đêm trong họ Noctuidae.